# Rhodometra albidaria
Rhodometra albidaria är en fjärilsart som beskrevs av Nicolas Grigorevich Erschoff 1874. Rhodometra albidaria ingår i släktet Rhodometra och familjen mätare. Inga underarter finns listade.